# Gunbird
Gunbird est un shoot 'em up à défilement vertical développé par Psikyo en 1994.

## Accueil
- Famitsu : 29/40[1]